# Киркук (нефтяное месторождение)
Киркук — одно из крупнейших газонефтяных месторождений в мире. Расположено на севере и востоке от города Киркук, Ирак. Входит в нефтегазоносный бассейн Персидского залива. Залежи массивные сводовые. Нефть перекачивается по нефтепроводу Киркук — Джейхан в средиземноморский порт Дёртйол, Турция.
Месторождение открыто в 1927 году. Начальные запасы нефти около 2185 млн т, годовая добыча около 50 млн т, накопленная (к 1984) — около 1050 млн т. Основные запасы нефти сосредоточены в серии Киркук на глубине 300—1200 м. Пористость пород — 38 %, проницаемость — 1000 мД., плотность нефти — 845 кг/м3; содержание S — 2,3 %.
После вторжения США в Ирак в 2003 году руководство Курдистана взяло под контроль находящиеся на его территории нефтяные месторождения. В июле 2014 года курдские военизированные формирования пешмерга захватили два нефтяных месторождения в провинции Киркук и вынудили рабочих арабского происхождения покинуть производство, заменив их курдскими рабочими. За несколько месяцев до этого руководство курдской автономии решило экспортировать нефть без разрешения Багдада, заявляя, что правительство несправедливо распределяет доходы от добычи нефти в Курдистане. По данным СМИ, правительство Курдистана заключило около 50 контрактов на добычу нефти и газа в обход иракского правительства. Среди компаний, добывающих нефть в курдской автономии крупнейшие американские компании ExxonMobil и Chevron Corporation.